# Revolution Renaissance
Revolution Renaissance war eine Power-Metal-Band aus Finnland, die von Timo Tolkki nach dessen Ausstieg bei Stratovarius gegründet wurde.

## Geschichte
Gegründet wurde die Band 2008, nachdem Timo Tolkki am 2. April 2008 bekannt gab, bei Stratovarius auszusteigen. Da das endgültige Line-up noch nicht gefunden war, holte sich Tolkki für das Debütalbum New Era, das am 6. Juni 2008 veröffentlicht wurde, eine ganze Reihe hochkarätiger Gastmusiker an Bord. Den Gesang übernahmen Tobias Sammet (Edguy, Avantasia), Michael Kiske (ex Helloween) und Pasi Rantanen (ex Thunderstone). Den Bass spielte Pasi Heikkilä, für das Schlagzeug war Mirka Rantanen (Thunderstone) zuständig, für das Keyboard Joonas Puolakka. Es existieren auch Titel die von Stratovarius-Sänger Timo Kotipelto eingesungen wurden. Angel, Eden is burning, Born upon a cross, Keep the flame alive, Last night on earth und den Titelsong Revolution Renaissance.
Nachdem das Album fertig war, machte sich Tolkki weltweit auf die Suche nach einem feststehenden Line-up. Zum ersten offiziellen Line-up gehören nun neben Timo Tolkki der brasilianische Sänger Gus Monsanto, Schlagzeuger Bruno Agra, der Keyboarder Mike Khalilov sowie Justin Biggs am Bass. Mit der nun ersten vollständigen Besetzung geht die Band Ende 2008 auf Südamerika-Tour.
Ziel der Band war laut Tolkki, den musikalischen Weg von Stratovarius mit neuer Energie, Enthusiasmus und Haltung weiter zu gehen.
Am 3. April 2009 erschien das zweite Studioalbum, Age of Aquarius, welches langsamere, sich meist ins Epische aufbauende Songs enthält.
Ungefähr zeitgleich mit dem Release des dritten Albums Trinity gab Timo Tolkki aufgrund von chronischer Erfolglosigkeit die Auflösung der Band bekannt.

## Diskografie
- 2008: New Era
- 2009: Age of Aquarius
- 2010: Trinity